# Paul Andrejewitsch Schuwalow (Diplomat)

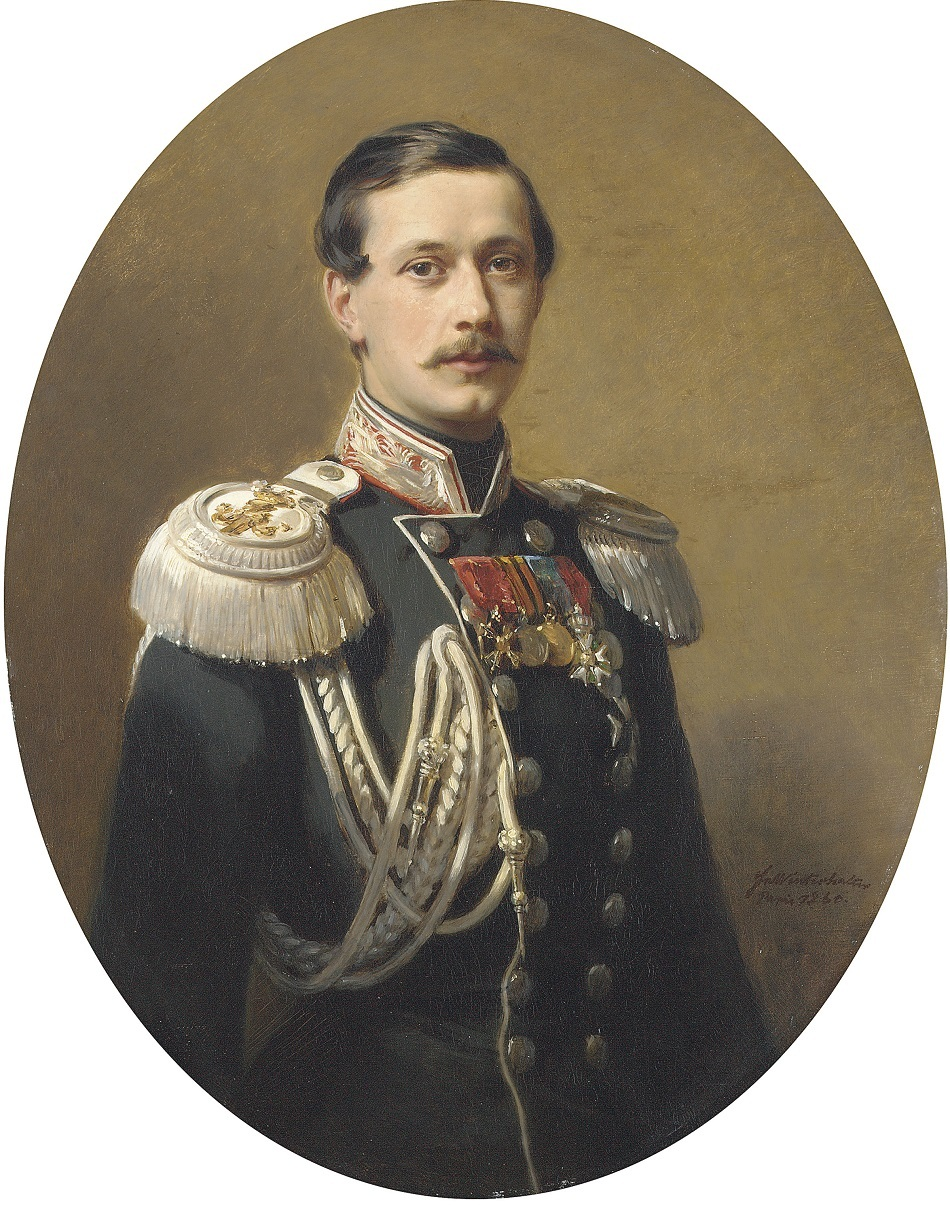
Graf Schuwalow (Franz Xaver Winterhalter, 1860)

Graf Pawel (Paul) Andrejewitsch Schuwalow (russisch Павел Андре́евич Шува́лов, wiss. Transliteration Pavel Andre’evič Šuvalov; * 1. Novemberjul. / 13. November 1830greg. in Leipzig; † 7. Apriljul. / 20. April 1908greg. in Jalta) war ein russischer Militär und Diplomat.

## Herkunft
Pawel Schuwalow war der Sohn des Diplomaten und Mitglieds des russischen Staatsrats Andrei Petrowitsch Schuwalow (1802–1873) und Thekla Ignatjewna Walentinowitsch (1801–1873) und wurde während ihres Urlaubs in Leipzig geboren. Paul Schuwalow hatte drei Geschwister: Pjotr Andrejewitsch (1827–1889, Mitglied des russischen Staatsrates), Sofija (1829–1912, heiratete das Mitglied des Staatsrates Alexander Alexejewitsch Bobrinski) und Olga (1833–1859).

## Militärische Laufbahn
1849 begann Schuwalow seine militärische Laufbahn in der Kavallerie-Brigade der kaiserlichen Leibgarde und diente während der Niederschlagung der Ungarischen Revolution 1848/1849 an der russischen Westgrenze. 1854 wurde er Adjutant des Großfürsten Nikolai Nikolajewitsch Romanow (1831–1891) und nahm am Krimkrieg teil. Für seine Teilnahme an der Verteidigung von Sewastopol wurde er mit Orden ausgezeichnet. 1859 wurde er als Rittmeister zum russischen Militäragenten beim Kriegsministerium Frankreichs ernannt. Zum Oberstleutnant befördert, begleitete er Kaiser Napoleon III. während des Sardinischen Krieges 1859. Für seine diplomatischen Verdienste am französischen Hofe wurde er 1860 zum Oberst befördert.
Am 15. Juli 1861 wurde er geschäftsführender Direktor der Abteilung für allgemeine Angelegenheiten beim Ministerium des Innern und nahm aktiv an den Arbeiten zur Bauernbefreiung im Russischen Reich teil.
Als Kommandeur des 1. Leibgarde-Schützenregiments beteiligte er sich an der Niederschlagung des Polnischen Aufstands 1863. 1864 wurde er zum Generalmajor und Kommandeur des Semenow-Leibgarderegiments ernannt. 1867 wurde er Leiter des Armeestabes des Sankt Petersburger Militärbezirks. Er war Mitglied zahlreicher Kommissionen zur Reformierung der russischen Armee. Ab 1873 war er Generalleutnant.
Am 8. August 1877 zum Kommandeur der Zweiten Garde-Infanteriedivision ernannt, nahm er am Russisch-Türkischen Krieg 1877–1878 teil.

## Diplomatische Laufbahn
Am 1. April 1885 wechselte Schuwalow, inzwischen General der Infanterie, in den diplomatischen Dienst und wurde zum russischen Botschafter in Berlin ernannt. Als Verfechter freundschaftlicher Beziehungen zwischen Russland und Deutschland trug er maßgeblich zur Beendigung des deutsch-russischen Zollkrieges 1893–1894 und zum Abschluss des Rückversicherungsvertrages 1887 zwischen diesen beiden Ländern bei.
Schuwalow unterstützte den Vorsteher der russischen Botschaftskirche, Erzpriester Alexei Malzew, bei der Gründung der Bruderschaft des heiligen Fürsten Wladimir, einer Wohltätigkeitsorganisation, die sich um in Deutschland in Not geratene russische Staatsbürger kümmern und russische Kirchen in verschiedenen Städten Deutschlands errichten sollte. In seiner Eigenschaft als Botschafter war Schuwalow von Amts wegen Ehrenmitglied der Bruderschaft und Vorsitzender ihrer Mitgliederversammlungen (seine Nachfolger setzten diese Tradition bis zum Ersten Weltkrieg fort).
Am 13. Dezember 1894 wurde Schuwalow Generalgouverneur und Chef des Militärbezirks in Warschau. Am 14. Mai 1896 wurde er Mitglied im Staatsrat des Russischen Reichs.
Schuwalow starb am 7. (20.) April 1908 in Jalta und wurde in der Sophienkirche im Dorf Wartemjagi bei Sankt Petersburg beigesetzt.

## Familie

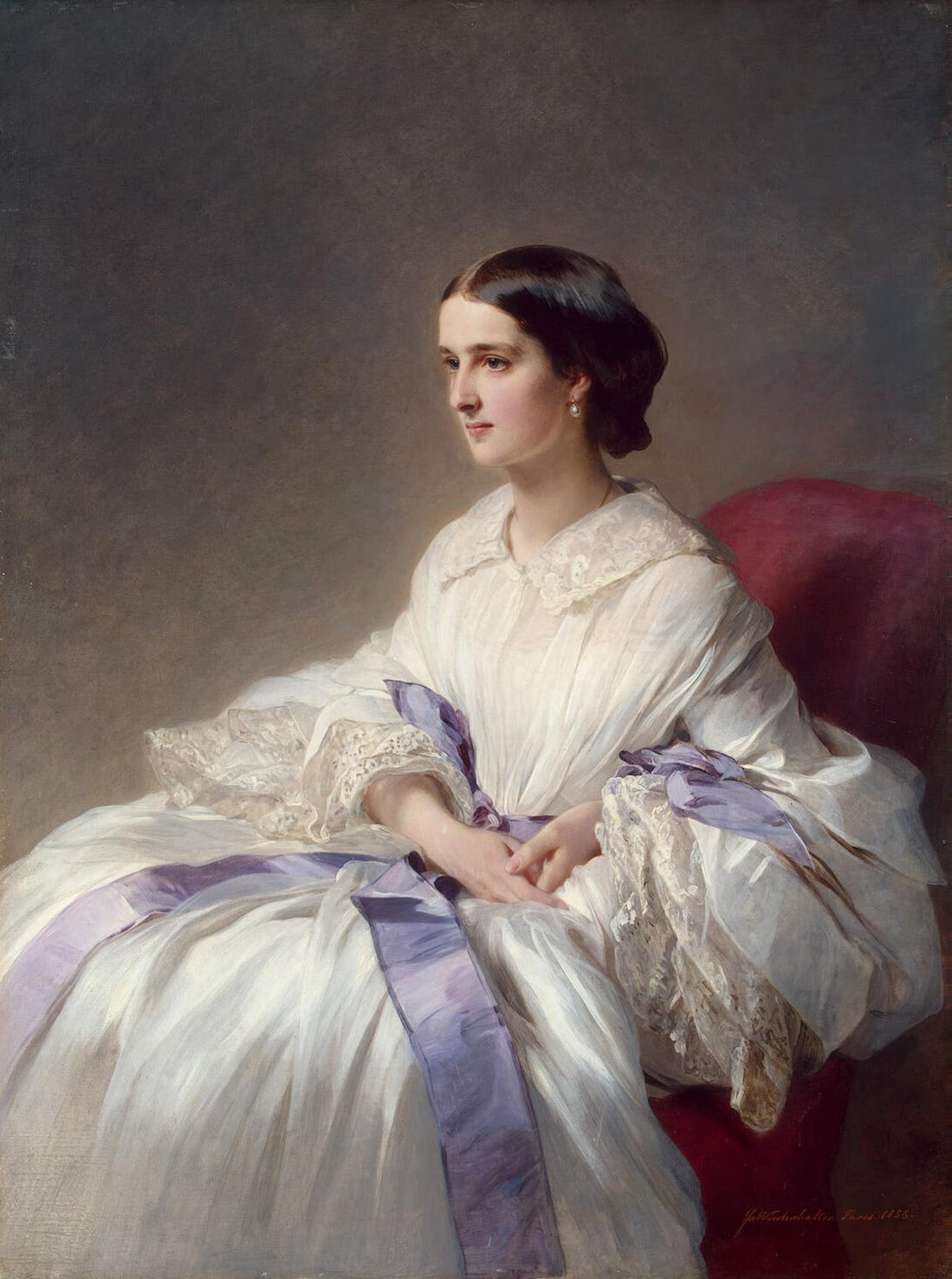
Gräfin Schuwalow (Franz Xaver Winterhalter, 1858)

Schuwalow war in erster Ehe seit 25. Juli 1855 verheiratet mit Olga Esperowna Fürstin Beloselskaja-Beloserskaja (1838–1869), der Tochter eines Generals der russischen Armee, Fürst Esper Aleksandrowitsch Belosselski-Beloserski (1802–1846), und der Jelena Pawlowna Bibikowa (1812–1888). Schuwalows Schwiegermutter ließ den Belosselski-Beloserski-Palast in Sankt Petersburg in seiner heutigen Architektur errichten.
Ab 1877 war Schuwalow mit der Hofdame Maria Alexandrowna Komarowa (1852–1928) verheiratet, der Tochter eines Professors, Aleksander Sergejewitsch Komarow, und der Maria Nikolajewna Lukascha.
Aus der ersten Ehe gingen hervor: Andrei (starb im Kindesalter), Jelena (1857–1943, Hofdame, heiratete General der Kavallerie Bogdan Theophil von Meyendorff, Sohn von Georg Freiherr von Meyendorff), Pawel (1859–1905, Generalmajor, Bürgermeister von Odessa und Moskau), Petr (starb im Kindesalter), Thekla (1863–1939, heiratete 1881 Generalleutnant Gustav Freiherr von Stackelberg, ermordet 1917) und Maria (1865–1951, Hofdame, heiratete Baron Konstantin von Knorring, † 1930).
Aus der zweiten Ehe stammten: Sofja (1877–1917, heiratete 1895 Fürst Grigori Petrowitsch Wolkonski (1870–1940)), Alexander (1881–1935, Titularrat, heiratete 1903 Fürstin Jelena Pawlowna Demidova di San Donato (1884–1959); heiratete nach Scheidung 1916 Gräfin Sofja Pawlowna Fersen (1888–1927)) und Olga (1882–1939, Hofdame, heiratete 1905 den Vizegouverneur von Kutais, Graf Wassili Aleksejewitsch Olsufjew (1872–1925)).